# Skrivklådan
Skrivklådan var ett barn- och ungdomsprogram som sändes under flera säsonger i Sveriges Television under vintern 1979-1980, våren 1981, våren 1986 samt våren 1987.
Programmets bestod av sketcher, skrivna av de unga tittarna. Dessa dramatiserades av programledarna Staffan Ling och Bengt Andersson (”Staffan & Bengt”) samt Sissela Kyle, Bert-Åke Varg och Ingrid Wallin.
Samma koncept återanvändes för Julkalendern i Sveriges Television 1988; Liv i luckan med julkalendern.